# Galium cilicicum
Galium cilicicum är en måreväxtart som beskrevs av Pierre Edmond Boissier. Galium cilicicum ingår i släktet måror, och familjen måreväxter. Inga underarter finns listade i Catalogue of Life.